# Johan Ruud (Schiff)
Die Johan Ruud ist ein ehemaliges norwegisches Forschungsschiff der Universität Tromsø.

## Geschichte
Das Schiff wurde 1976 unter der Baunummer 71 auf der Werft Sterkoder Mekaniske Verksted in Kristiansund gebaut. Die Kiellegung fand im August, der Stapellauf im Oktober 1976 statt. Die Fertigstellung des Schiffes erfolgte am 4. Dezember 1976. Benannt war der Hecktrawler nach dem norwegischen Meeresbiologen Johan Tidemand Ruud.
2019 wurde das Schiff außer Dienst gestellt.

## Beschreibung
Das Schiff gehörte der norwegischen Regierung. Betrieben wurde es von der Universität Tromsø, die es für Forschungsfahrten einsetzte. Zusätzlich stand es auch dem Havforskningsinstituttet zur Verfügung. 
Das Schiff wurde für die Fischereiforschung sowie für meeresbiologische, geologische und ozeanographische Forschungen genutzt. Einsatzgebiete waren in erster Linie die Küstengewässer im Norden Norwegens, die Lofoten, Spitzbergen und die Barentssee.

## Technische Daten und Ausstattung
Das Schiff wird von einem Wichmann-Dieselmotor (Typ: 4 AX) angetrieben, der auf einen Verstellpropeller wirkt. Es ist mit einem Bugstrahlruder ausgestattet.
Für die Stromerzeugung stehen zwei Generatoren zur Verfügung, die von Scania-Dieselmotoren (Typ: D8) mit jeweils 65 kW Leistung angetrieben werden.
Das Schiff war mit verschiedenen Sensoren und Echoloten sowie einer CTD-Rosette ausgerüstet. Für die Fischereiforschung und das Schleppen von Forschungsgerät standen entsprechende Winden zur Verfügung. An Bord waren drei Laborräume eingerichtet. Weiterhin standen für die Forschung Kühlräume zur Verfügung.
Das Schiff hatte Platz für acht Besatzungsmitglieder und elf Wissenschaftler. Für die Besatzungsmitglieder standen acht Einzelkabinen, für die Wissenschaftler eine Einzel- und fünf Doppelkabinen zur Verfügung.

## Verbleib des Schiffes
Im März 2020 kaufte die Rogdo Trebåtforening das Schiff für 2,4 Mio. NOK. Vorsitzender der Vereinigung ist der Norweger Leif Einar Lothe, der 2004 durch die Fernsehserie Fjorden Cowboys bekannt wurde. Lothe, auch unter seinem Künstlernamen Lothepus bekannt, plant mit dem Schiff eine Expedition rund um den Nordpol, bei der das Schiff sowohl die Nordost- als auch die Nordwestpassage befahren und die vom Fernsehsender TV 2 begleitet werden soll. Name des Schiffes ist Iwan, benannt nach Iwan Eide Knudsen, einer der Eigentümer des norwegischen Unternehmens Spar Kjøp, der finanzielle Mittel zum Kauf des Schiffes zur Verfügung gestellt hatte.